# Alessandro Capponi
Alessandro Capponi (Roma, 13 agosto 1919 – Roma, 9 settembre 2009) è stato un calciatore italiano, di ruolo centrocampista.

## Caratteristiche tecniche
Giocava come mezzala.

## Carriera
Crebbe nel settore giovanile della Lazio, nel quale era entrato nel 1932. Esordì in prima squadra durante la Serie A 1936-1937, segnando al debutto (20 dicembre 1936, Lazio-Lucchese Libertas 2-1) e diventando così il più giovane marcatore in campionato nella storia della Lazio. Durante la stagione 1937-1938 giocò nella squadra riserve, e tornò a essere impiegato da titolare nella Serie A 1938-1939: fu questa l'annata in cui Capponi riuscì a esprimersi con maggior continuità in massima serie, scendendo in campo in 6 occasioni. Tornò fra le riserve nel 1939-1940, e poiché non ebbe mai spazio in prima squadra, fu ceduto al Ferrara, con cui disputò due stagioni in Serie C (1940-1941 e 1941-1942). Rientrato alla Lazio per la Serie A 1942-1943, giocò una sola gara, il 4 aprile 1943 contro il Venezia, che fu la sua ultima in A. Partecipò poi al campionato romano di guerra 1943-1944, durante il quale assommò 8 presenze con 2 gol; giocò anche l'edizione seguente, ottenendo 9 presenze e 7 reti. Lasciò poi la Lazio per giocare nell'Albatrastevere e nel Sora.

## Palmarès
- Campionato romano di guerra: 1

Lazio: 1943-1944